# Jovana Kocić
Jovana Kocić (en serbe : Јована Коцић) est une joueuse de volley-ball serbe née le 24 février 1998. Elle joue au poste de central.

## Palmarès

### Clubs
Supercoupe de Serbie:
- 2015, 2017, 2018

Coupe de Serbie:
- 2016

Championnat de Serbie:
- 2016, 2017, 2018

Challenge Cup:
- 2021

Coupe de Roumanie:
- 2021

Championnat de Roumanie:
- 2021

### Équipe nationale
Championnat d'Europe des moins de 20 ans:
- 2014
- 2016

Festival olympique de la jeunesse européenne:
- 2015

Championnat d'Europe des moins de 18 ans:
- 2015

### Distinctions individuelles
- 2015: Meilleur centrale Championnat du monde des moins de 18 ans
- 2016: Meilleur centrale Championnat d'Europe des moins de 20 ans[1]